# Monte San Savino
Monte San Savino è un comune italiano di 8 543 abitanti della provincia di Arezzo in Toscana.

## Geografia fisica

### Territorio
Posto nel cuore della Val di Chiana aretina, il territorio comunale di Monte San Savino si estende per 89,66 km² su una fascia per lo più collinare. L'altitudine del capoluogo comunale è di 330 m s.l.m.

### Clima
- Classificazione sismica: zona 3 (sismicità bassa), Ordinanza PCM 3274 del 20/03/2003
- Classificazione climatica: zona E, 2140 GR/G
- Diffusività atmosferica: media, Ibimet CNR 2002

## Storia
Nel cuore della Valdichiana, tra dolci colline e antichi sentieri, sorge Monte San Savino, un borgo le cui radici affondano nell’epoca etrusca. Già dal IV secolo a.C., le necropoli del Castellare e di Case Sant’Angelo ne raccontano la vita e la spiritualità. Col tempo, tra fonti sacre e antiche leggende, nacque il toponimo “Ajalta”, forse derivato dall’insediamento romano di Area Alta.
Nel VI secolo, quando il culto di San Savino giunse da Spoleto, fu edificata la pieve, inizialmente a Barbaiano, dove ora sorge il cimitero comunale. Nel 1175 la chiesa si spostò su un colle che vegliava tra l’altura dell’Ajalta e la piazza che oggi porta il nome di Monte.
Nel Medioevo, Monte San Savino visse momenti di grande fervore politico: nel 1222 si reggeva a Repubblica, sotto un senatore e quattro consoli. Si schierò con i guelfi, ospitando i fuoriusciti aretini e affrontando con coraggio le “giostre dal Toppo”. Ma il destino era incerto: dopo la vittoria fiorentina a Campaldino, il borgo divenne baluardo guelfo, per poi tornare sotto Arezzo con le campagne di Uguccione della Faggiuola.
Nel Trecento, le defezioni dei savinesi verso Firenze irritarono i Tarlati, che punirono la città. I cittadini si rifugiarono sul colle delle Vertighe, e nel 1337 rientrarono nel borgo, ridisegnandone l’assetto medievale a forma di fuso. Seguì un continuo alternarsi di domini: Perugia, Arezzo, Siena... fino alla definitiva annessione a Firenze nel 1384.
Nel Quattrocento, il Monte visse una fase di relativa calma, sotto la protezione dei Medici. La famiglia Ciocchi di Monte, originaria di Firenze, salì alla ribalta con Antonio, futuro cardinale, e mecenate dell’artista Andrea Sansovino. L’apice giunse con l’elezione del nipote Giovanni Maria a pontefice come Papa Giulio III. Firenze, per onorare l’evento, concesse Monte San Savino come contea al fratello del Papa.
Nel Rinascimento fiorirono artisti eccezionali: Andrea Sansovino, Niccolò Soggi, Stefano Veltroni, e altri scolpivano e dipingevano l’identità artistica della città. Dal Seicento al Settecento, il borgo passò agli Orsini, poi a Mattias de’ Medici e alla duchessa Vittoria della Rovere.
Monte San Savino fu anche casa per la comunità ebraica, stabilitasi nel 1627 con la famiglia Passigli, che però fu espulsa nel 1799, salvo tornare nel 1814 con la fine del regime napoleonico.
Nel Risorgimento, molti giovani savinesi combatterono per l’Unità d’Italia. Già nel 1860, Monte si dichiarava favorevole all’annessione al Piemonte, e un anno dopo, si affacciava a un nuovo futuro nazionale.
Il Novecento portò dolore con le due guerre mondiali: 178 savinesi persero la vita nella Prima, 70 nella Seconda, tra cui undici vittime di rappresaglie tedesche. Eppure, dalla sofferenza nacque la rinascita. Alla fine del fascismo, il CLN locale guidò la transizione verso la libertà. Nel 1946, con il referendum, il popolo scelse la Repubblica e Bruno Tiezzi ne divenne il primo sindaco della nuova epoca.

### Simboli
Lo stemma è stato riconosciuto con DPCM del 18 gennaio 1961 e ridefinito negli ornamenti esteriori con deliberazione del consiglio comunale n. 102 del 28 settembre 1991 a seguito della concessione del titolo di città.
È un'arma parlante riferita al toponimo con un monte e due rami di savinia (ovvero saggina); il giglio di Firenze ricorda il dominio di quella città a partire dal 1287.
Il gonfalone, concesso con DPR del 25 agosto 1961, è un drappo di verde.

## Monumenti e luoghi d'interesse

### Architetture religiose
- Chiesa di Sant'Agostino
- Chiesa di San Giovanni
- Chiesa della Misericordia, nota anche come Pieve vecchia o chiesa dei Santi Egidio e Savino
- Chiesa di Santa Chiara
- Chiesa della Compagnia del Suffragio
- Chiesa di San Giuseppe, corredata all'altare di un Transito di San Giuseppe di Francesco Conti (1745 circa)
- Sinagoga
- Chiesa dei Santi Tiburzio e Susanna
- Santuario di Santa Maria delle Vertighe

### Architetture civili
Logge dei mercanti

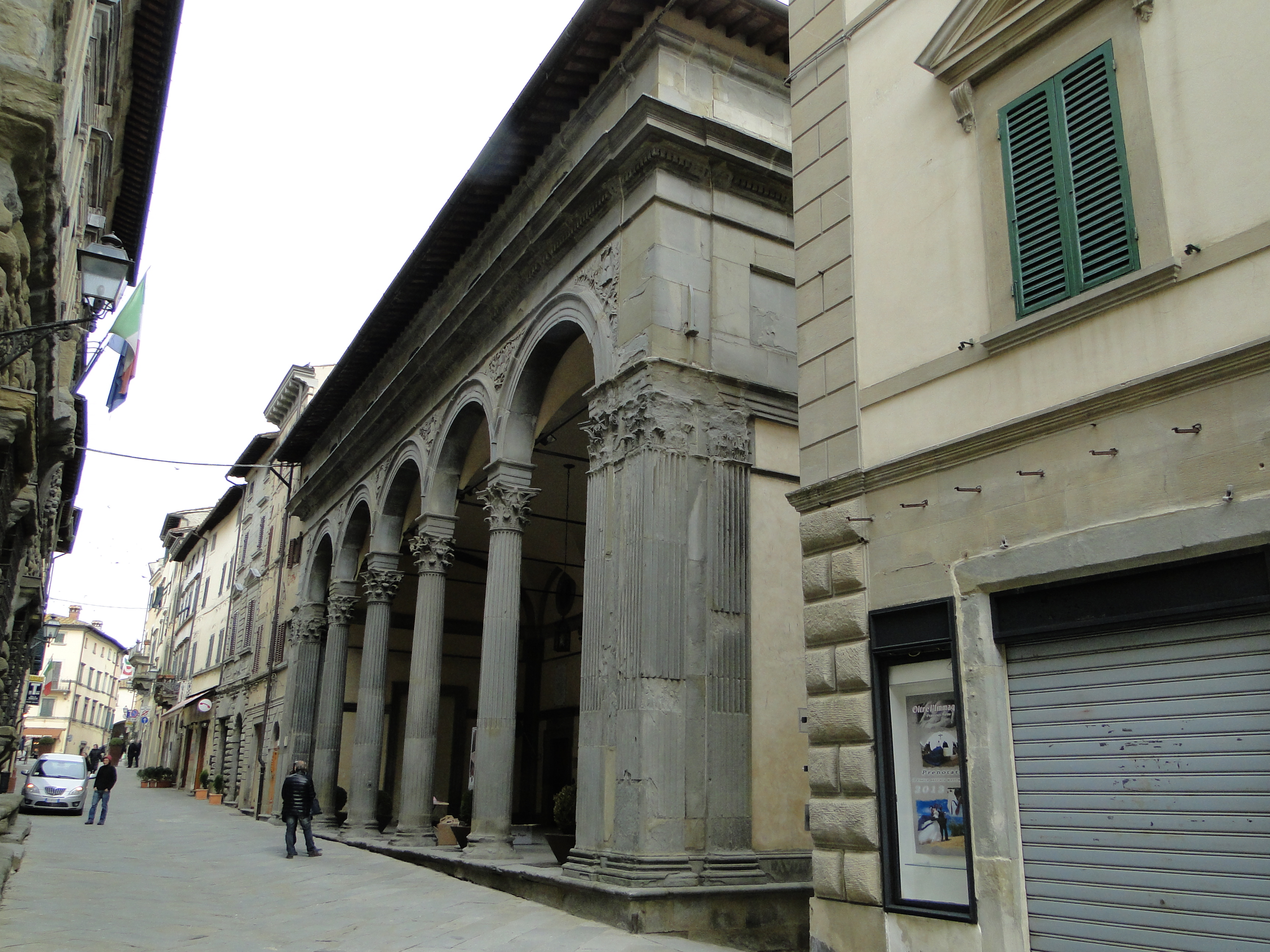
Logge dei Mercanti

Le logge dei mercanti (chiamate anche Loggia del Mercato) sono una costruzione cinquecentesca in pietra serena nel centro storico. Le logge, prospicienti il Palazzo Del Monte, sede del Comune, sono state ideate come termine della risistemazione rinascimentale operata dalla famiglia Ciocchi del Monte, al termine del XV secolo e per tutta la prima parte del XVI secolo, opera attribuita a Nanni di Baccio Bigio.

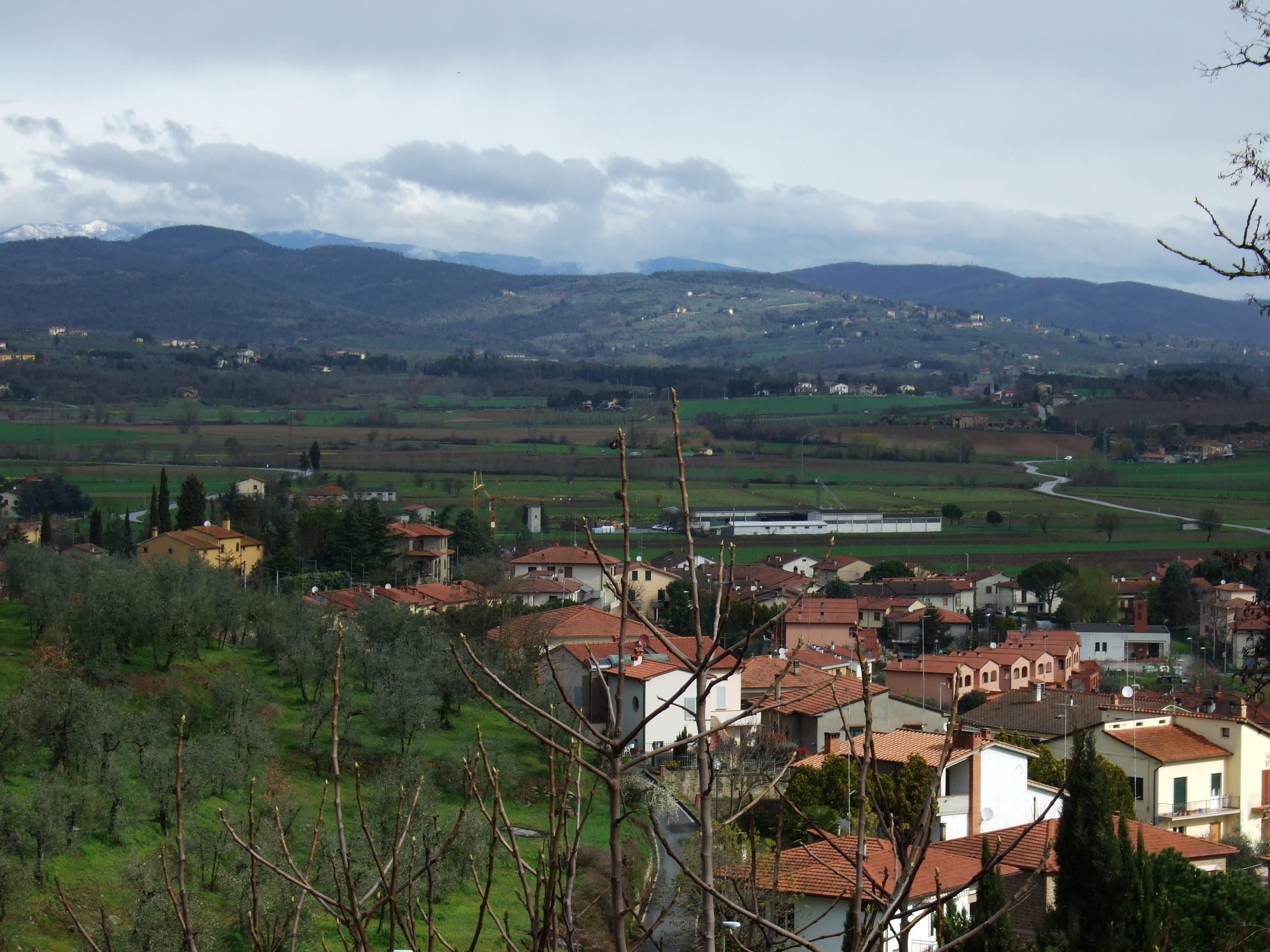
Veduta di Monte San Savino

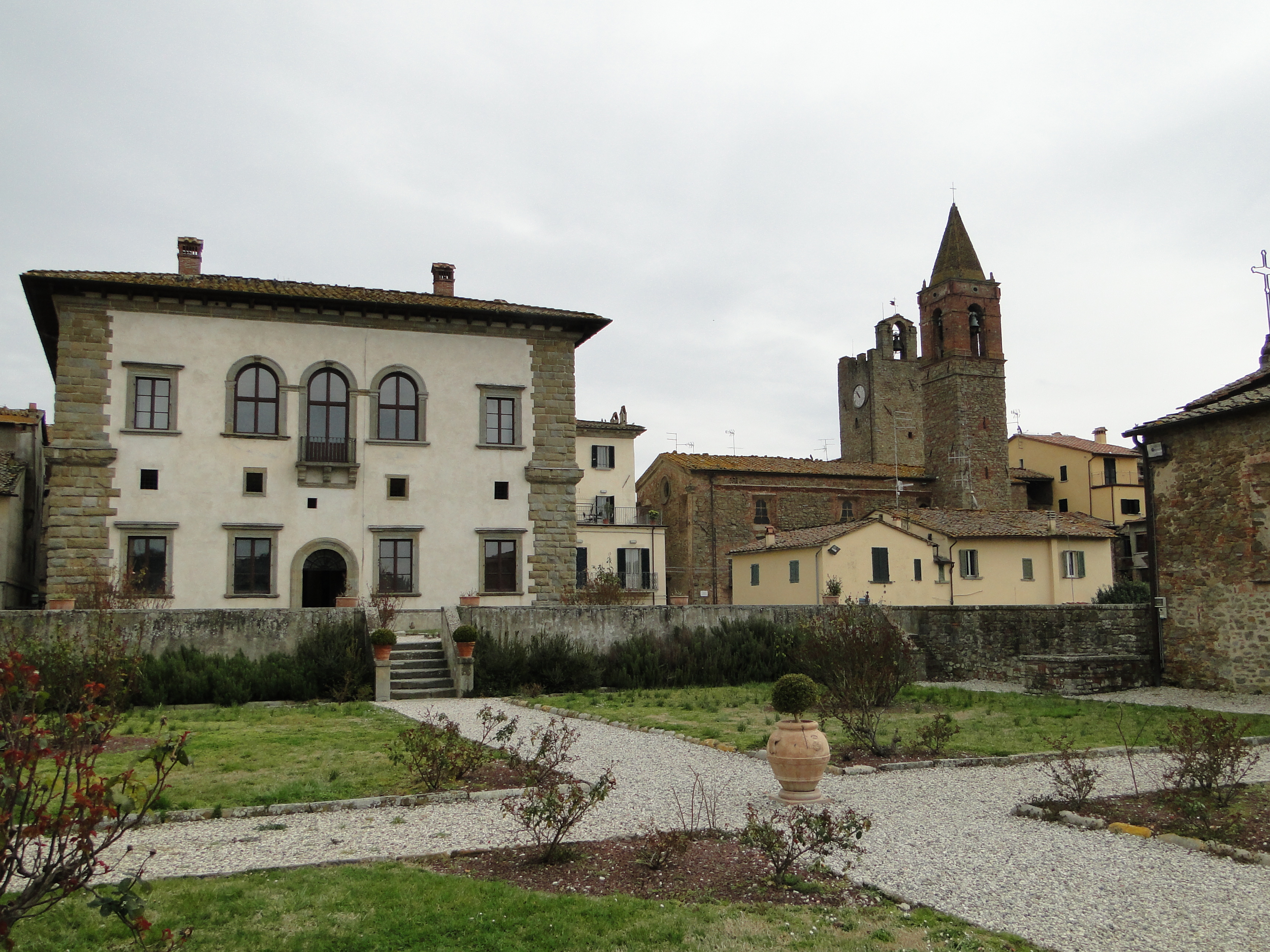
Il Palazzo del Monte dai giardini pensili (Sulla destra Torre dell'orologio e campanile della chiesa della Misericordia)

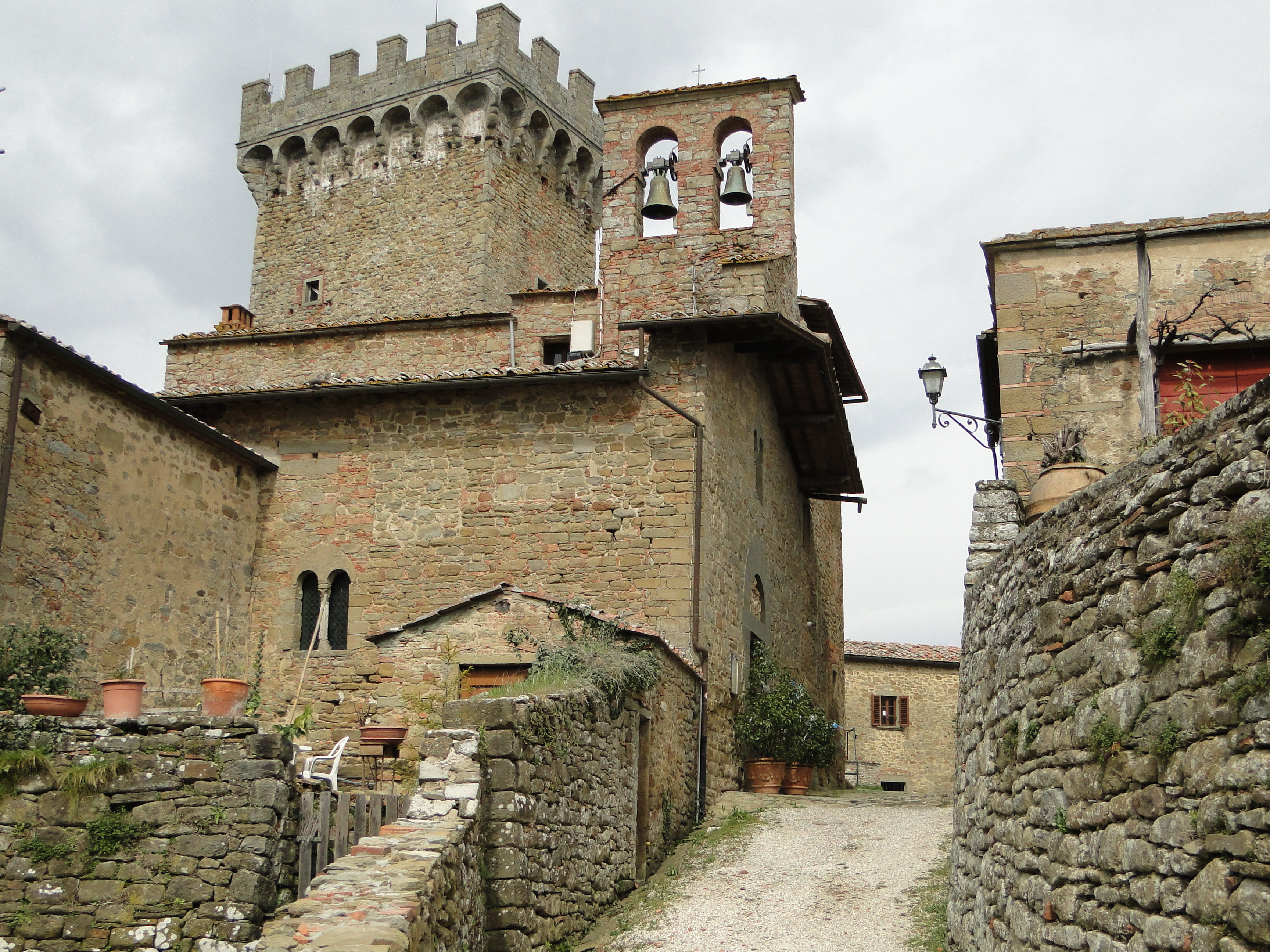
Castello di Gargonza

- Palazzo Del Monte
- Logge dei Mercanti
- Palazzo Pretorio
- Cassero
- Castello di Gargonza
- Palazzo Galletti - Gamurrini
- Cisternone
- Palazzo dei Topi d'Argento

## Società

### Evoluzione demografica
Abitanti censiti

### Etnie e minoranze straniere
Secondo i dati ISTAT al 31 dicembre 2010 la popolazione straniera residente era di 725 persone. Le nazionalità maggiormente rappresentate in base alla loro percentuale sul totale della popolazione residente erano:
- Romania 348 3,98%

### Religione
Comunità ebraica di Monte San Savino
Nel XVI e XVII secolo, Monte San Savino fu sede di una piccola ma fiorente comunità ebraica. A testimonianza della sua storia rimangono tracce dell'antico ghetto, dell'edificio della sinagoga e del cimitero ebraico.

### Tradizioni e folclore
Tra le antiche tradizioni si ha notizia del "Palio savinese", giostra cavalleresca disputata in passato, il 15 agosto di ogni anno, almeno fin dal 1471.
Ogni ultima settimana di Giugno ha luogo inoltre la Notte del Conte Baldovino di Monte San Savino.

## Cultura
Musei
Museo del Cassero
Museo dell'olio
Museo della rimembranza della prima guerra mondiale
Museo della Venerabile Confraternita di Misericordia di Monte San Savino
Palazzo dei Topi d' Argento
Mostra permanente  fotografica e documentaria sulla storia ebraica di Monte San Savino
Galleria d'arte contemporanea

### Cinema
Monte San Savino appare nella fiction "Per una notte d'amore", andata in onda su Rai Uno nell'aprile del 2008..

## Economia
Nel comune è diffusa la lavorazione della ceramica, che sapienti artigiani forgiano quotidianamente nelle loro botteghe, utilizzando tecniche antichissime e tramandate di generazione in generazione.

### Turismo
Attrattiva turistica del comune è la sagra della porchetta, che nel 2010 ha vinto il Guinness World Record per la Porchetta più lunga del mondo.

## Infrastrutture e trasporti

### Strade
La principale infrastruttura viaria che serve la città è l'Autostrada A1 con il casello Monte San Savino.
Il centro urbano è collegato anche da tre ex-strade statali: la SS 69 (ora SR 69) che la collega a Firenze attraversando tutto il Valdarno superiore; la SS 73 (ora SP 157 e SR 73) che collega le località di Braccagni (GR) e Sansepolcro (AR) passando per Siena e Arezzo; la SS 71 (ora SP 152, SR 71, SP 142, SP 138, SP 7 e SP 118) che collega le località di Montefiascone (VT) e Ravenna passando per Orvieto, Cortona, Arezzo e Cesena. La città è inoltre al centro della S.G.C. Due Mari Grosseto-Fano, itinerario ancora in via di realizzazione definitiva, che tuttavia consente, grazie ai tratti già in funzione (SS 680 e SS 73 var), un collegamento più veloce rispetto alla viabilità ordinaria con Siena a Sud-Ovest e la Valtiberina a Nord-Est.

### Ferrovie
Il comune è servito dalla stazione di Monte San Savino, situata lungo la ferrovia Arezzo-Sinalunga. La linea collega Arezzo con diverse località della Valdichiana non servite dalla linea Firenze-Roma.

## Amministrazione
Di seguito è presentata una tabella relativa alle amministrazioni che si sono succedute in questo comune.
| Periodo          | Periodo          | Primo cittadino              | Partito                     | Carica              | Note   |
| ---------------- | ---------------- | ---------------------------- | --------------------------- | ------------------- | ------ |
| 22 luglio 1985   | 31 maggio 1990   | Romolo Lupino                | Partito Socialista Italiano | Sindaco             | [ 24 ] |
| 31 maggio 1990   | 24 aprile 1995   | Romolo Lupino                | Partito Socialista Italiano | Sindaco             | [ 24 ] |
| 24 aprile 1995   | 14 giugno 1999   | Marco Meacci                 | centro-sinistra             | Sindaco             | [ 24 ] |
| 14 giugno 1999   | 14 giugno 2004   | Marco Meacci                 | centro-sinistra             | Sindaco             | [ 24 ] |
| 14 giugno 2004   | 8 giugno 2009    | Silvano Materazzi            | centro-sinistra             | Sindaco             | [ 24 ] |
| 8 giugno 2009    | 24 febbraio 2011 | Carlo Alberto Carini         | lista civica                | Sindaco             | [ 24 ] |
| 14 febbraio 2011 | 7 maggio 2012    | Lorenzo Abbamondi            |                             | Comm. straordinario | [ 24 ] |
| 7 maggio 2012    | 12 giugno 2017   | Margherita Gilda Scarpellini | centro-sinistra             | Sindaco             | [ 24 ] |
| 12 giugno 2017   | 13 giugno 2022   | Margherita Gilda Scarpellini | centro-sinistra             | Sindaco             | [ 24 ] |
| 13 giugno 2022   | in carica        | Gianni Bennati               | centro-destra               | Sindaco             | [ 24 ] |

## Sport
Ha sede nel comune la società di calcio Associazione Calcio Sansovino che ha disputato per cinque anni il campionato di Serie C2, dopo aver conquistato nel 2003 la Coppa Italia Serie D. Milita nel girone C del campionato di Promozione Toscana.
La società di pallavolo maschile Polisportiva Savinese, raggiunse il suo culmine con il campionato nazionale di Serie B2. 
Nel comune viene praticato lo sport del pallone col bracciale.